# Coevorden
Coevorden este o comună și o localitate în provincia Drenthe, Țările de Jos. 

## Localități componente
Aalden, Achterste Erm, Ballast, Benneveld, Bovensteenwijksmoer, Coevorden, Dalen, Dalerpeel, Dalerveen, De Bente, De Haar, De Kiel, De Mars, Den Hool, Diphoorn, Eldijk, Erm, Gees, Geesbrug, Grevenberg, 't Haantje, Holsloot, Hoogehaar, Kibbelveen, Klooster, Langerak, Meppen, Nieuwe Krim, Nieuwlande, Noord-Sleen, Oosterhesselen, Padhuis, Pikveld, Schimmelarij, Schoonoord, Sleen, Steenwijksmoer, Stieltjeskanaal, Valsteeg, Veenhuizen, Vlieghuis, Vossebelt, Wachtum, Weijerswold, Wezup, Wezuperbrug, Zweeloo, Zwinderen.